# Góra Szybowników
Góra Szybowników, zwana także Łysą, Czarcią lub Czarną Górą – pagór typu ostrogi wysoczyznowej w Zboczu Fordońskim w Bydgoszczy, w dzielnicy Fordon.
Wzgórze wznosi się 54 m ponad poziom Fordonu i 66 m ponad lustro Wisły. Stanowi wzgórze narożne Zbocza Fordońskiego i południowo-wschodni narożnik Wysoczyzny Świeckiej. Góra Szybowników znajduje się na styku trzech mezoregionów:
- od północy Wysoczyzny Świeckiej,
- od wschodu Doliny Fordońskiej,
- od południa Kotliny Toruńskiej.

Stanowi południowo-zachodnią krawędź tzw. „bramy fordońskiej”, przez którą przepływa kierująca się w stronę Bałtyku Wisła.
Z racji swego położenia wzgórze stanowi punkt widokowy. Poniżej widoczne są poszczególne osiedla bydgoskiej dzielnicy Fordon. Od strony południowej widoczna jest pradolina Noteci-Warty, zaś od strony wschodniej Dolina Dolnej Wisły na swym wąskim odcinku przełomu Fordońskiego.
Miejsce to podczas zaboru pruskiego nazywano Wzgórzem Wilhelma (niem. Wilhelmshöhe) dla upamiętnienia wizyty w Bydgoszczy i w Fordonie w 1872 roku cesarza Wilhelma I Hohenzollerna. Obecna nazwa wzniesienia nawiązuje do istniejącej w latach 1933–1963 Fordońskiej Szkoły Szybowcowej. Ze wzgórza adepci szkoły dokonywali wzlotów na szybowcach, zaś na wysoczyźnie znajdowały się hangary i trawiaste lotnisko. Szkoła w okresie swego istnienia wykształciła 5,8 tys. pilotów, z tego 4,2 tys. w okresie powojennym, zaś jej absolwentem był m.in. dowódca wojsk lotniczych (1956–1962) gen. bryg. Jan Frey-Bielecki. W latach międzywojennych rekordowy pod względem długości lot żaglowy ze wzgórza przeprowadził instruktor szybowcowy Kalinowski, który przy starcie z lin gumowych szybował w powietrzu godzinę i 36 minut, natomiast w lipcu 1945 roku podczas I Centralnego Kursu Instruktorów Szybowcowych dwukrotnie przekroczono wysokość 1000 metrów w termicznym locie żaglowym wzdłuż Zbocza Fordońskiego.
5 kwietnia 2002 u podnóża góry odsłonięto pomnik Ikara ku pamięci lotniska Fordon. Monument powstał z inicjatywy Franciszka Gołaty (ostatniego komendanta Fordońskiej Szkoły Szybowcowej), a został zaprojektowany przez Tadeusza Nowaka z Bydgoskiego Klubu Seniorów Lotnictwa. Budowę wsparła finansowo m.in. Fundacja Stowarzyszenia Lotników Polskich w Londynie i Glasgow oraz mieszkający tam absolwenci Szkoły Podoficerów Lotnictwa dla Małoletnich (istniejącej w Bydgoszczy w latach 1930-1938). Pamiątką przeszłości jest również zachowany na zboczu, pochodzący z okresu międzywojennego kamienny znak trzech mew w okręgu, oznaczający szkołę szybowcową. W 2015 rada osiedla w Fordonie w ramach programu „budżet obywatelski” odnowiła znak i zbudowała deptak na szczyt.
Przez Górę Szybowników przebiegają dwa piesze szlaki turystyczne:
- szlak im. Jeremiego Przybory[6],
- szlak im. ks. Zygmunta Trybowskiego[7].

Góra wraz z całym Zboczem Fordońskim wchodzi w skład Zespołu Parków Krajobrazowych Chełmińskiego i Nadwiślańskiego.
Widoki z Góry Szybowników na dzielnicę mieszkaniową „Nowy Fordon”

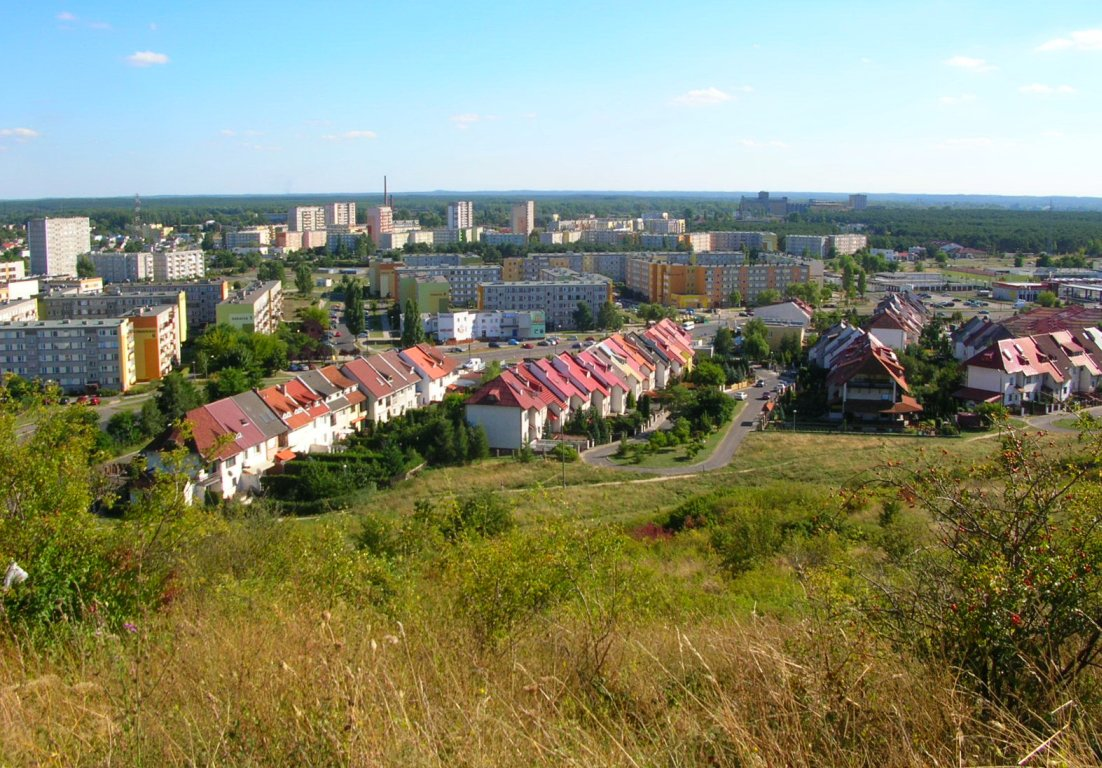
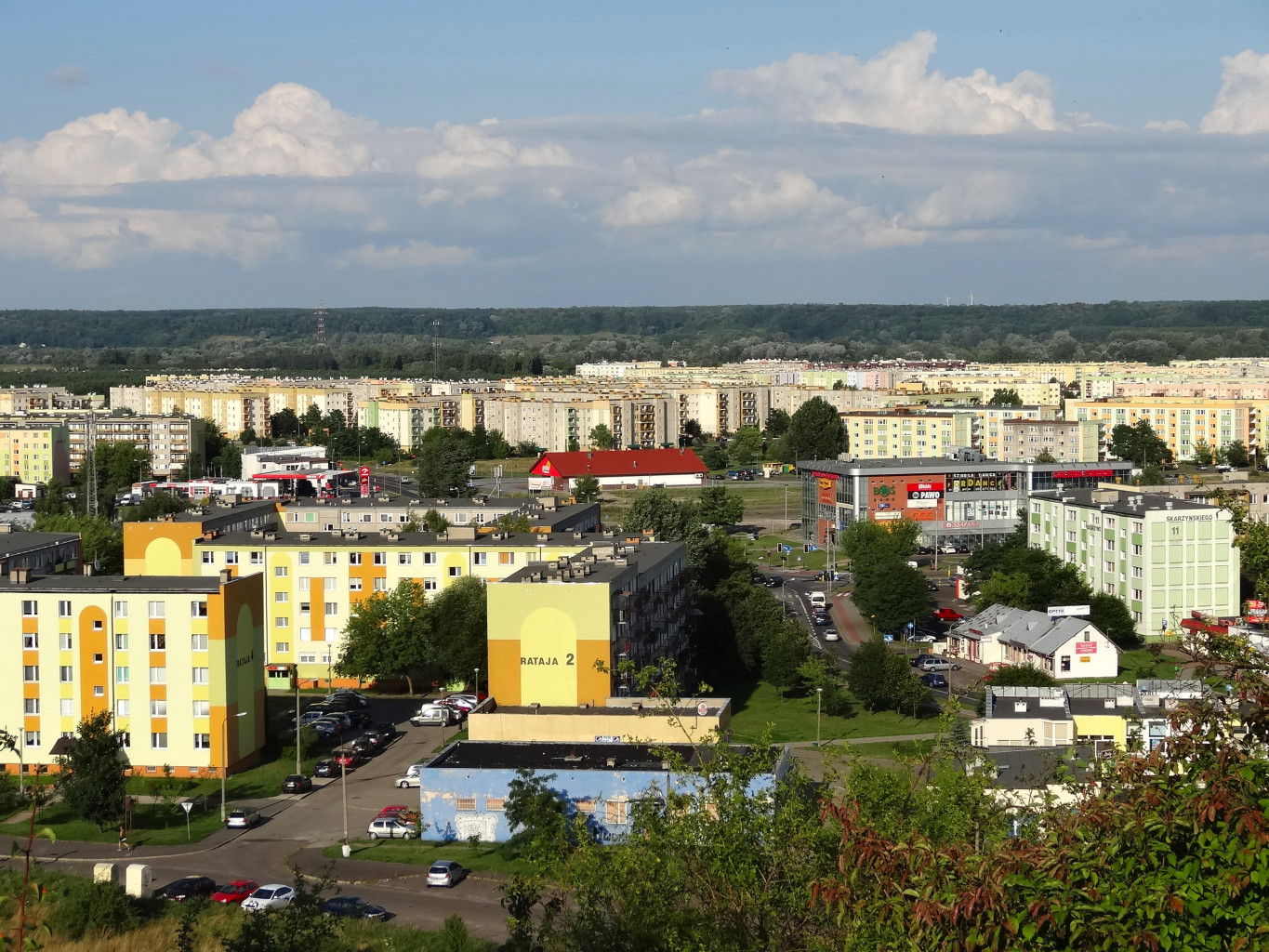
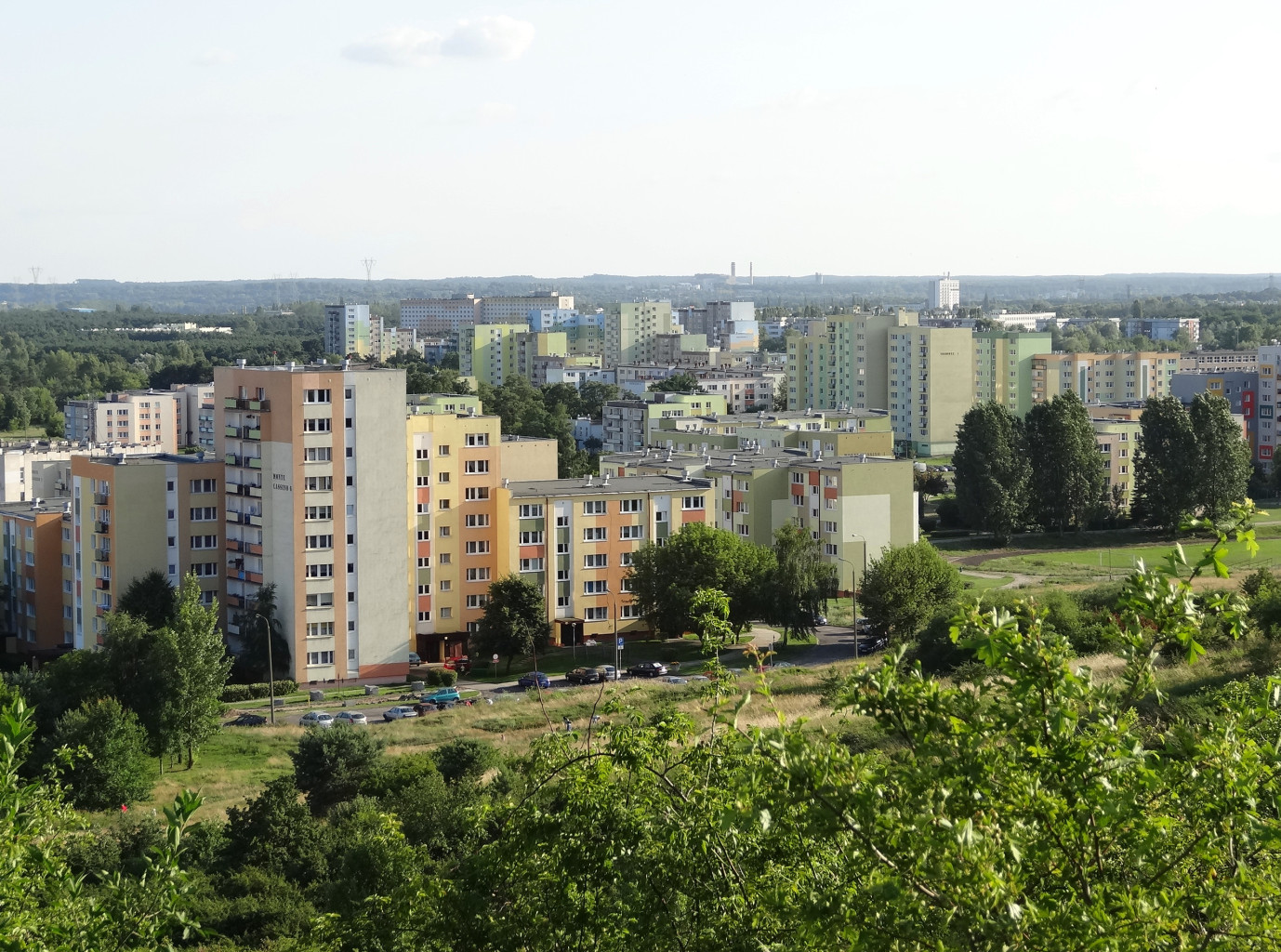
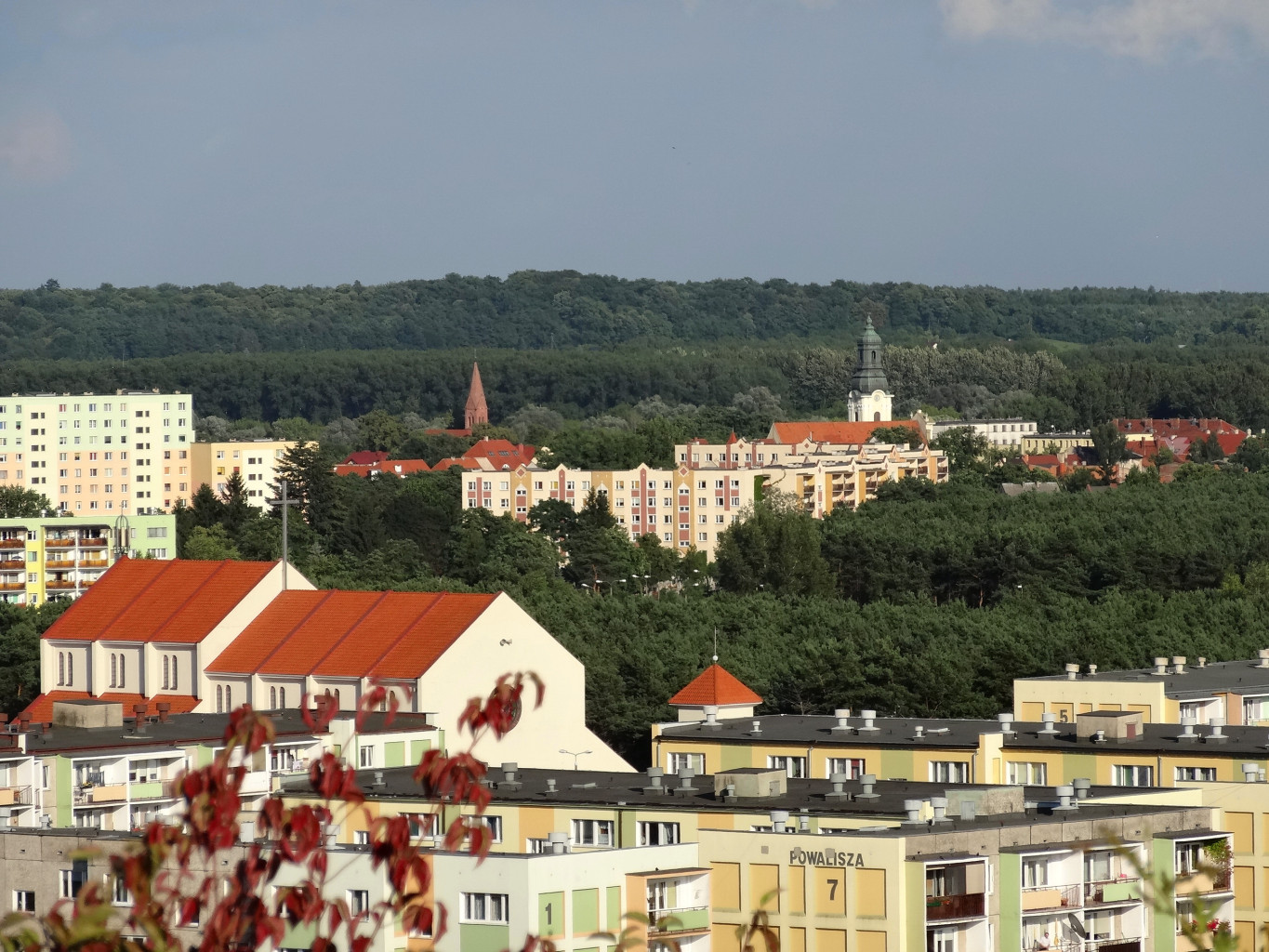
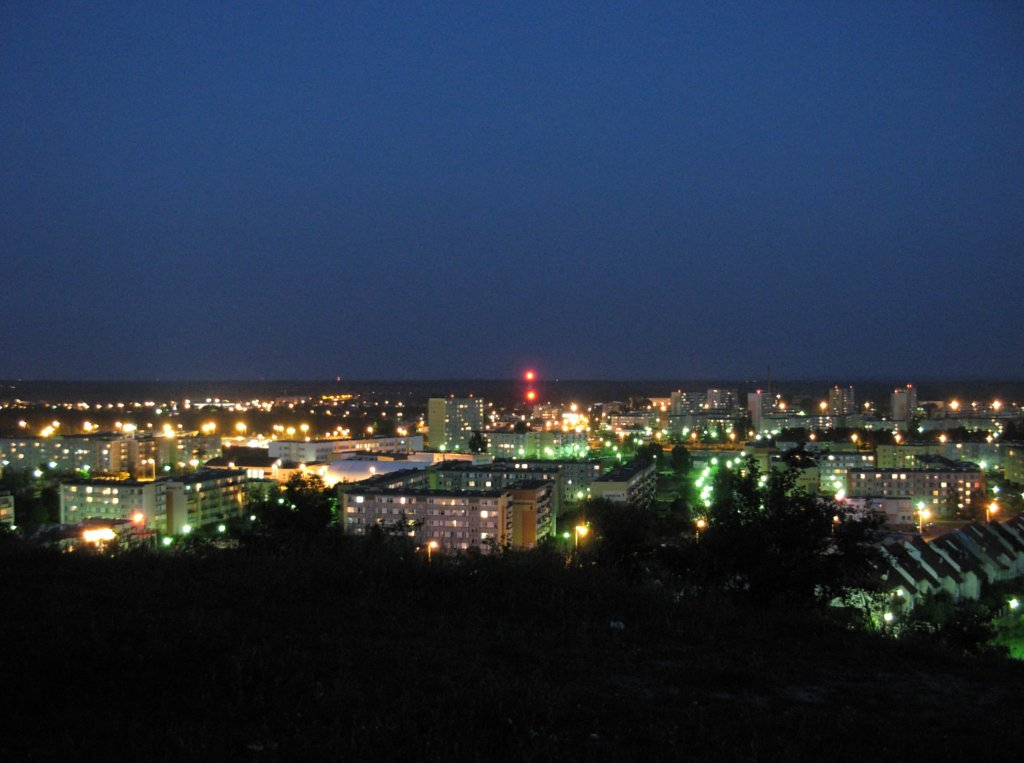